# Léon Boucher
Léon Boucher, né à Épernon (Eure-et-Loir) le 23 novembre 1858 et mort le 4 juillet 1939 à Yermenonville (Eure-et-Loir) est un architecte français,.

## Biographie
Léon Boucher a été décoré du prix Deschaumes de l'école des Beaux-Arts de Paris en 1891.

## Principales réalisations
- Villa, 26 rue d'Alsace, Mantes-la-Jolie (1899)[4].
- Immeuble, 1 rue Boulard, Paris (1911).
- Immeuble, 45 boulevard Lefebre, Paris (1916).
- Monument aux morts de Yermenonville (1920)[5].
- Monument aux morts de Maintenon (1922)[6].
- Monument aux morts de Chartres de la Première Guerre mondiale (1923).
- Monument à Hélène Boucher dans le cimetière de Yermenonville (1935)[7].

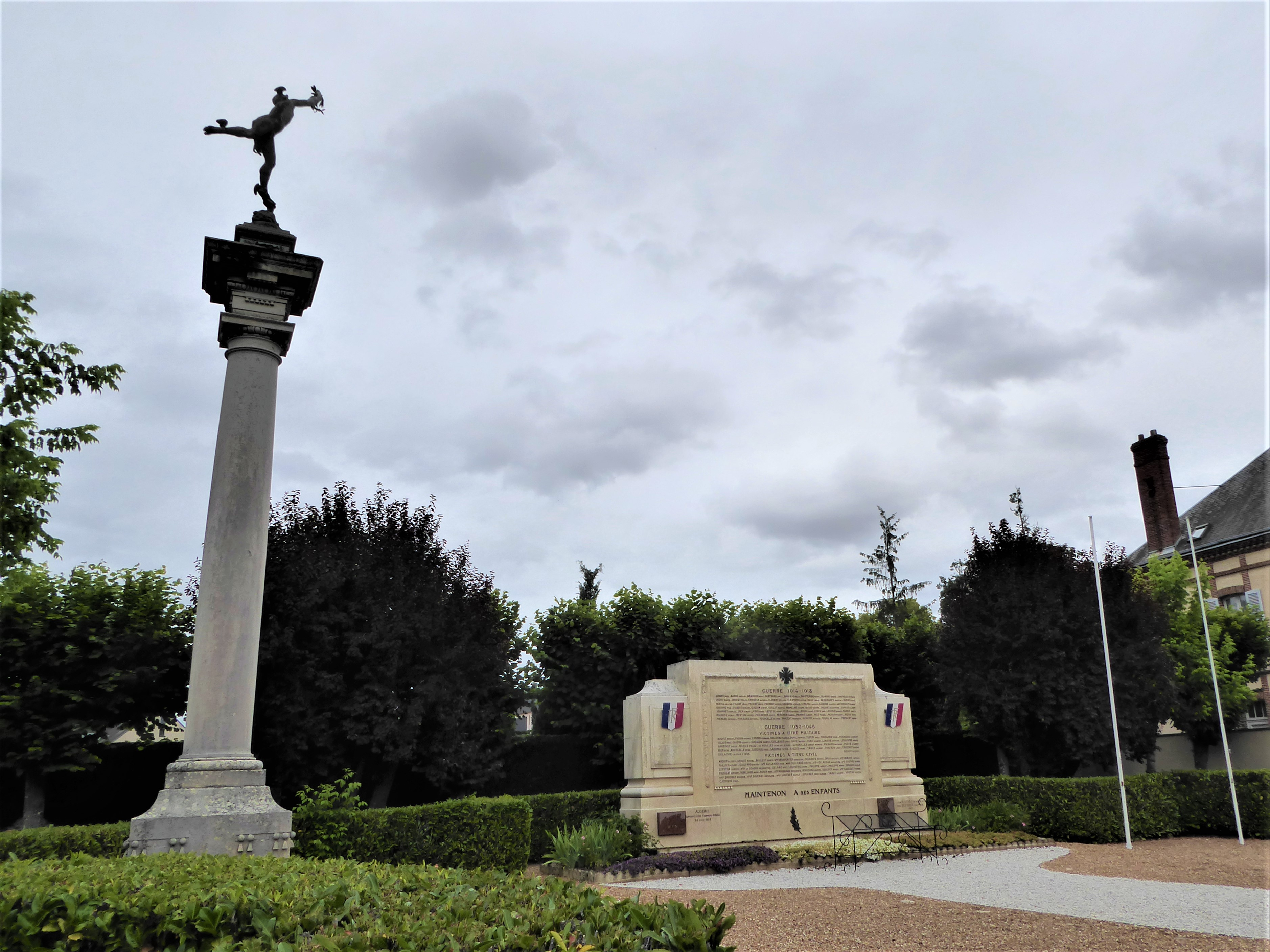
Monument aux morts de Maintenon, 1922.
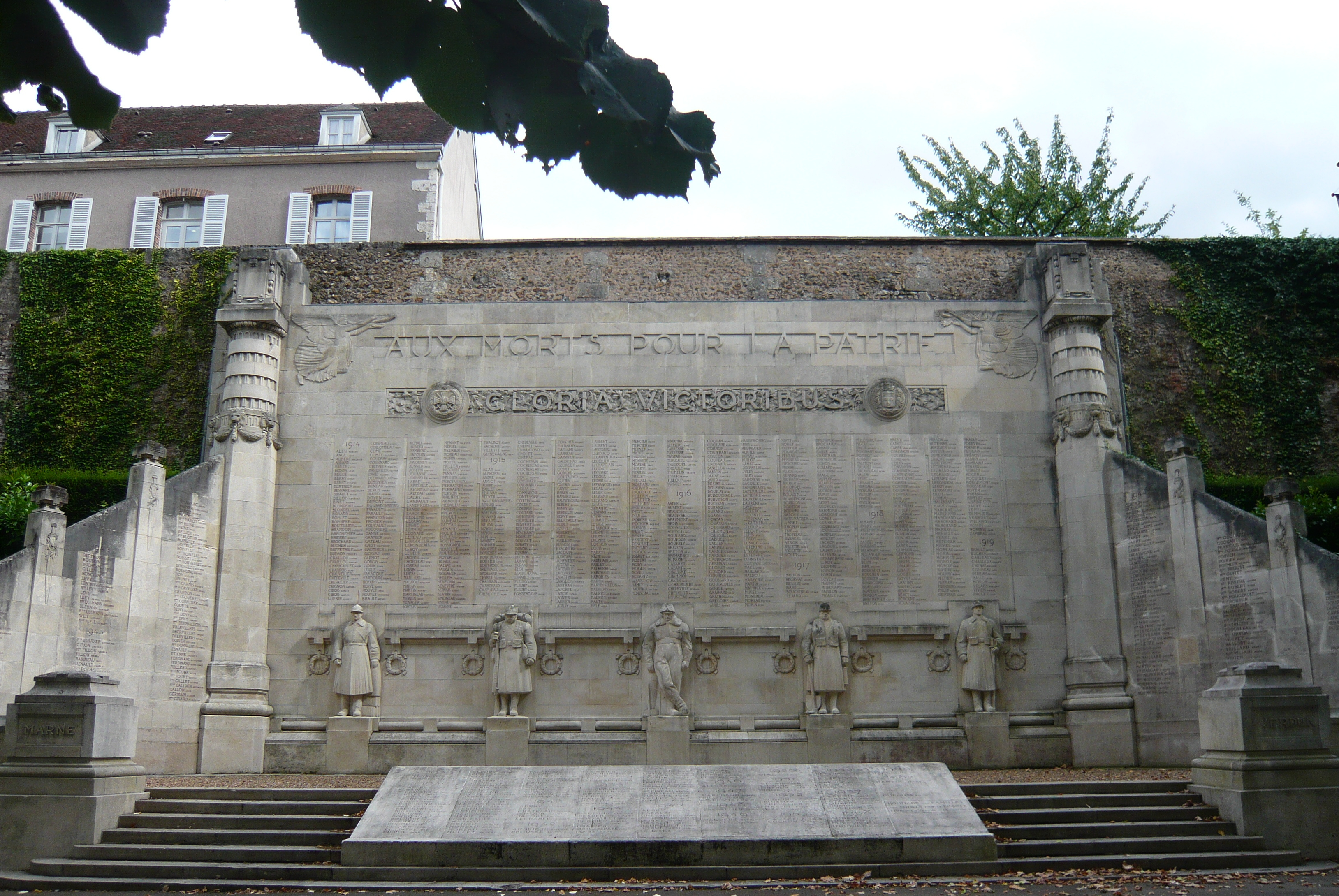
Monument aux morts de Chartres, 1923.
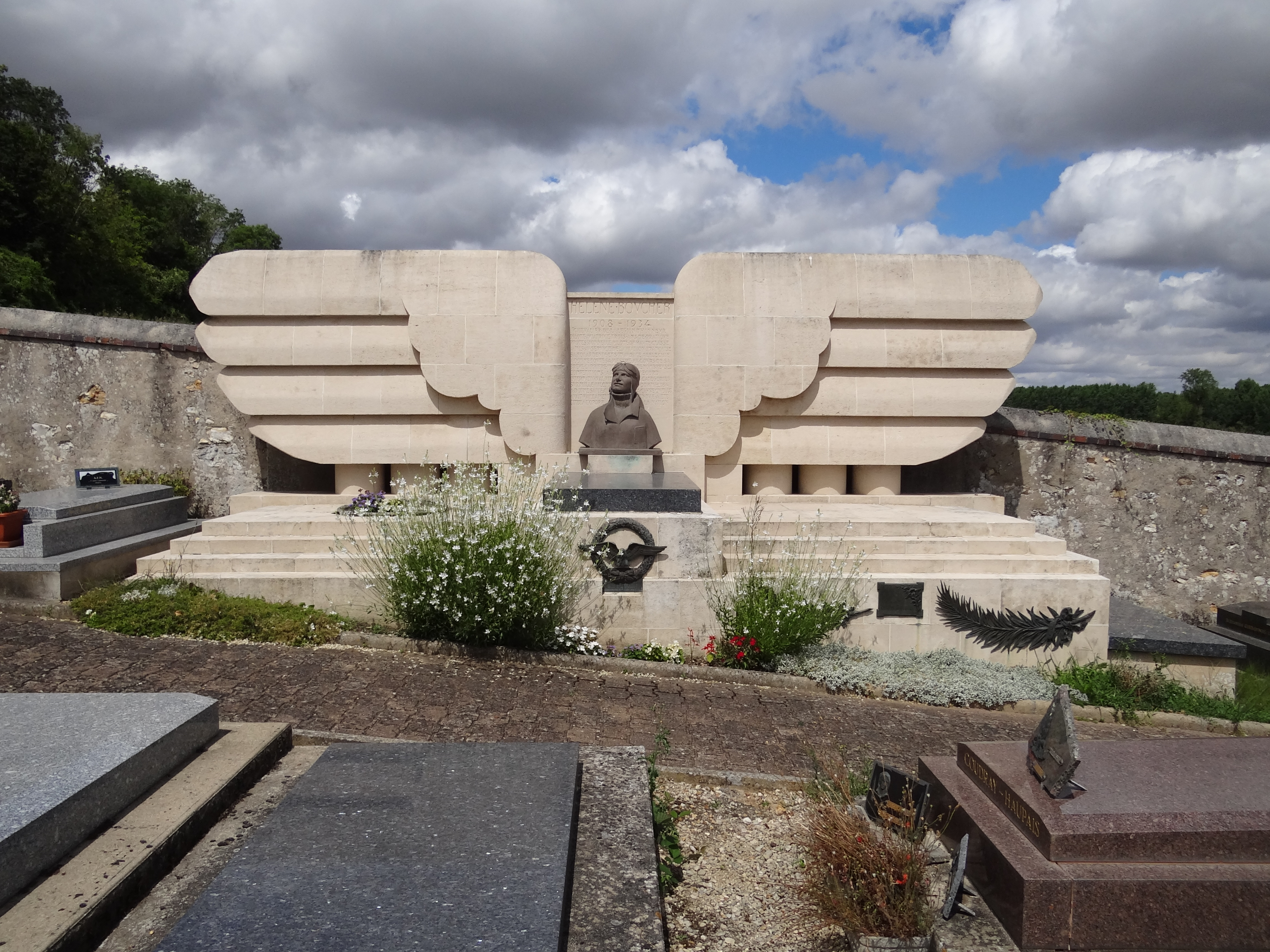
Monument à Hélène Boucher, 1935.

### Sources
- Le Soir, 1 novembre 1891, p. 2/4.
- Le Jour, 29 novembre 1935, p. 1/10.
- Excelsior, 7 juillet 1939, p. 2/8.